# MD.45
MD.45 byla americká punková a metalová hudební skupina. Jednalo se o vedlejší projekt Dava Mustaina, zpěváka a kytaristy Megadeth, a Leeho Vinga, zpěváka a kytaristy skupiny Fear. Dalšími členy byli bývalý baskytarista Electric Love Hogs, Kelly LeMieux, a bývalý bubeník Suicidal Tendencies, Jimmy DeGrasso (později se nakrátko stal členem Megadeth).
Podle vyjádření na oficiální stránce Megadeth vznikl název MD.45 tak, že Mustaine a Ving prohodili své iniciály. Z „Dave Mustaine“ vzniklo „MD“, z „Lee Ving“ „VL“, je římskými číslicemi 45 (ačkoli přesnější způsob zápisu je XLV). Iniciály zároveň obsahují příjmení všech členů skupiny – Mustaine, DeGrasso, Ving a LeMieux.

## Historie
Debutové a zároveň jediné album skupiny s názvem The Craving vyšlo prostřednictvím Slab Records 29. května 1996 v Japonsku a 23. července téhož roku v ostatních zemích. Podle textu na obalu remasterované edice je „The Creed“ původně demo kapely Megadeth.
Téměř o deset let později, když Capitol Records vydávali remasterované verze nejstarších alb Megadeth, se Dave Mustaine rozhodl remasterovat The Craving. Text na přebalu tvrdí, že během procesu remasteringu se zjistilo, že nahrávka hlasu a harmoniky chybí. To vypadalo poněkud podezřele, neboť právě Vingův zpěv a harmonika album tolik odlišovaly od tvorby Megadeth a byly zčásti příčinou, proč ho fanoušci nehodnotili příliš kladně. Dave Mustaine se rozhodl, že skladby nazpívá sám. Později ve své knize zmínil, že se Vingovy vokály rozhodl nahradit proto, aby se nahrávka více líbila fanouškům Megadeth a lépe se prodávala. Aby mohl nahrávku dokončit, nasimuloval zvuk harmoniky na kytaře.

## Sestava
- Lee Ving – zpěv (původní vydání), harmonika
- Dave Mustaine – kytara, zpěv (remasterovaná edice)
- Kelly LeMieux – baskytara
- Jimmy DeGrasso – bicí

## Diskografie
- The Craving (23. července 1996)
- The Craving (remasterovaná edice) (24. července 2004)